# Joseph-Octave Latour
Pour les articles homonymes, voir Latour.
Joseph-Octave Latour (né le 11 février 1906 et mort le 22 mai 1975) est un notaire et homme politique fédéral du Québec.

## Biographie
Né à Saint-Jérôme dans la région des Laurentides, Joseph-Octave Latour tente sans succès de prendre le siège de député d'Argenteuil—Deux-Montagnes pour le comte du Parti progressiste-conservateur et pour succéder au député libéral Philippe Valois lors des élections de 1957. Élu en 1958, il sera à nouveau défait en 1962 par le libéral Vincent Drouin. 